# 桂华鲮
桂华鲮（学名：Bangana decorus）为輻鰭魚綱鯉形目鲤科的其中一種，由Peters于1880年命名，俗名青鱼。分布于中國珠江水系、元江水系、湖南的洞庭湖及其附近大型湖泊中和洞庭湖上游的河流中等，是中國特有種。 该物种的模式標本來自廣東西江，並於香港作描述，但本種非香港原生種。體長可達33公分，棲息在礫石底質的山區溪流，可做為食用魚。